# Malaxis hahajimensis
Malaxis hahajimensis là một loài thực vật có hoa trong họ Lan. Loài này được S.Kobay. mô tả khoa học đầu tiên năm 1980.